# سان بلاس آتمپا
سان بلاس آتمپا (به اسپانیایی: San Blas Atempa) یک منطقهٔ مسکونی در مکزیک است که در اوآخاکا واقع شده‌است. سان بلاس آتمپا ۱۴۸ کیلومتر مربع مساحت و ۱۶٬۸۹۹ نفر جمعیت دارد.